# Glasblåsaren – ett liv i glasets tjänst
Glasblåsaren – ett liv i glasets tjänst är en svensk dokumentärfilm från 1 januari 2021 av dokumentärfilmaren Mattias Ohlsson (född 1976). Den handlar om glasblåsaren Öiwind`s yrkesverksamma liv som glasblåsare i glasets tjänst under mer än fyra decennium runt omkring i det småländska Glasriket. Filmen tar upp utvecklingen i glasriket under de senaste decennierna och visar hur glastillverkningen går till, från tillredningen av glasmassan till den färdiga produkten. Filmen innehåller material från glasriket samt arkivmaterial från de nedlagda glasbruken i Norrhult, Rosdala glasbruk och Lindshammars glasbruk i orten med samma namn.  
I dokumentären tas saneringen av tungmetaller och föroreningar på glasbrukstomterna runt om i Glasriket som enligt ett reportage i SVT kommer att uppgå till över en miljard kronor.